# Corydalis zadoiensis
Corydalis zadoiensis är en vallmoväxtart som beskrevs av Li Hua Zhou. Corydalis zadoiensis ingår i släktet nunneörter, och familjen vallmoväxter. Inga underarter finns listade i Catalogue of Life.